# Paolo Cossi
Paolo Cossi (Pordenone, 11 maggio 1980) è un fumettista italiano, soprannominato dalla critica il folletto del fumetto.

## Carriera

### Gli studi
Paolo Cossi nasce a Pordenone nel 1980. Segue corsi di fumetto con Davide Toffolo, Giorgio Cavazzano e Romeo Toffanetti. Dal 1997 tiene corsi di tecnica del fumetto nelle scuole, nonché di sensibilizzazione a questo medium.
Nel 2002 vince il 1º premio al concorso Jacovitti, che gli permette di frequentare gratuitamente la Scuola del Fumetto di Milano. Nello stesso anno pubblica il suo primo libro: Corona. L'uomo del bosco di Erto. Inizia così la sua carriera di scrittore fumettista.

### Riviste
ALP (su testi di Andrea Gobetti), Linus, Sette e La lettura (Corriere della sera), Piccolo Missionario.

### Premi
Nel 2004 vince il Premio Albertarelli dell'A.N.A.F.I. come migliore giovane disegnatore italiano, per aver messo in luce uno stile personale che attinge a un'elegante commistione fra disegno classico e segno ironico.
Nel 2009 Premio Condorcet Aron per la democrazia consegnato dal Parlamento della Comunità Francese con il libro "Medz Yeghern, il grande male", pubblicato poi anche in Francia, Spagna, Corea, Paesi Bassi con grande successo.
Nel 2010 vince il Premio Diagonale come migliore autore straniero a Bruxelles.

### Oggi
Nelle sue opere si sente molto questo attaccamento alla natura dei boschi e delle montagne, in particolare le Alpi.
I suoi libri sono stati pubblicati in Italia, Francia, Spagna, Belgio, Corea, Paesi Bassi, Norvegia, Armenia, Stati Uniti.
Nel 2016 fonda l'Archivio del fumetto d'Alta Quota "Paolo Cossi" - Andreis (PN) sostenuto dall'Associazione Culturale Màcheri

## Libri
- 2002 - Corona. L'uomo del bosco di Erto (Edizioni Biblioteca dell'Immagine)
- 2003 - Tina Modotti (Edizioni Biblioteca dell'Immagine)
- 2005 - Mauro Corona. La montagna come la vita (Edizioni Biblioteca dell'Immagine)
- 2005 - Il terremoto del Friuli (Beccogiallo)
- 2005 - Unabomber (Beccogiallo)
- 2006 - La storia di Mara (Lavieri)
- 2007 - E tu chi sei? (Lavieri)
- 2007 - 1918: Destini d'ottobre. Britannici oltre il Piave (Dario De Bastiani Editore)
- 2007 - Medz Yeghern, il grande male (Hazard Edizioni)
- 2008 - 1432. Il veneziano che scoprì il baccalà (Hazard Edizioni)
- 2008 - Anarchia per erbe bollite (Lavieri)
- 2009 - Un gentiluomo di fortuna - biografia a fumetti di Hugo Pratt - 1 Visioni Africane (Hazard Edizioni)
- 2010 - Lluis (Lavieri)
- 2010 - Benedetta (Lavieri)
- 2011 - Un gentiluomo di fortuna - biografia a fumetti di Hugo Pratt - 2 Venexia (Hazard Edizioni)
- 2011 - Ararat - la montagna del mistero (Hazard Edizioni)
- 2012 - Un gentiluomo di fortuna - biografia a fumetti di Hugo Pratt - 3 A passo di tango (Hazard Edizioni)
- 2013 - Il burattinaio delle Alpi (Hazard Edizioni)
- 2013 - L'uomo più vecchio del mondo (Hazard Edizioni)
- 2014 - 1914. Io mi rifiuto! (Hazard Edizioni)
- 2015 - Nemesis, Mission Special (Sigest)
- 2016 - La Pizzicata (Hazard Edizioni)
- 2017 - Cloe la fata verde (Edizioni Segni d'Autore)